# Phoebe Waller-Bridge
Phoebe Mary Waller-Bridge (Londres, Inglaterra, 14 de julio de 1985) es una actriz y guionista británica. Es conocida por haber creado, escrito y protagonizado las comedias dramáticas de televisión Crashing (2016) y Fleabag (2016-2019), y por haber desarrollado y escrito la serie televisiva dramática de la BBC Killing Eve (2018-2022), basado en las novelas de Luke Jennings.

## Biografía
Waller-Bridge nació el 14 de julio de 1985 en el barrio Hammersmith de Londres, hija de Michael Cyprian Waller-Bridge y Teresa Mary. Creció en Ealing (Londres) y tiene dos hermanos: una hermana mayor, Isobel Waller-Bridge, compositora; y un hermano menor, Jasper. Sus padres están divorciados.
Fue educada en St Augustine's Priory, una escuela católica independiente para niñas, seguida de la universidad independiente de sexto grado DLD College London en el área de Marylebone de Londres. A los 17 años, comenzó sus estudios en la Real Academia de Arte Dramático (RADA) de Londres.Pasó varios años buscando oportunidades en el escenario y, a medida que fue haciéndose un hueco en la industria, también fue aumentando su frustración hacia los personajes insignificantes que seleccionaban para ella. Anhelaba interpretar personajes con más carácter y autonomía: "No quería ser víctima de todo aquello que sucedía a mi alrededor"..Un director influyente en RADA, Ché Walker, la animó a canalizar su ira en su carrera como actriz. Ché le dijo: "A veces pienso que a las mujeres se las socializa para ser amables y para no expresar su rabia. [...] Tienes rabia. No te alejes de la rabia; es un regalo.", recordó en una entrevista de 2017

## Carrera
En 2009 debutó como actriz en la obra Roaring Trade en el Soho Theatre. En ese mismo año comienza a trabajar para cine y televisión. En 2011, participó en la película La dama de hierro,y en 2015 actuó en ocho capítulos de la serie británica Broadchurch. También participó en el video musical de la canción "Treat People With Kindess" del artista Harry Styles.
Además de actuar, Waller-Bridge es escritora. Sus trabajos incluyen las series Killing Eve, Crashing y Fleabag, en estas dos últimas también es la protagonista. 
Fleabag, una comedia británica, creada, escrita e interpretada por ella, cuenta la historia de una joven londinense a la que la audiencia solo llega a conocer por ese nombre: "Fleabag" (traducido al español como "Saco de pulgas"). Su carácter desencantado y sus frecuentes rupturas de la cuarta pared, la convirtieron en un personaje enormemente popular. Esa popularidad fue recompensada en el gran escenario de la 71a Edición de los Premios Primetime Emmy, saliendo ganadora del premio a la mejor escritura, mejor guion de comedia y mejor dirección.
Waller-Bridge coescribió el guion de la película No Time to Die (2021), la película número 25 de James Bond, junto con Neal Purvis, Robert Wade y Cary Joji Fukunaga.

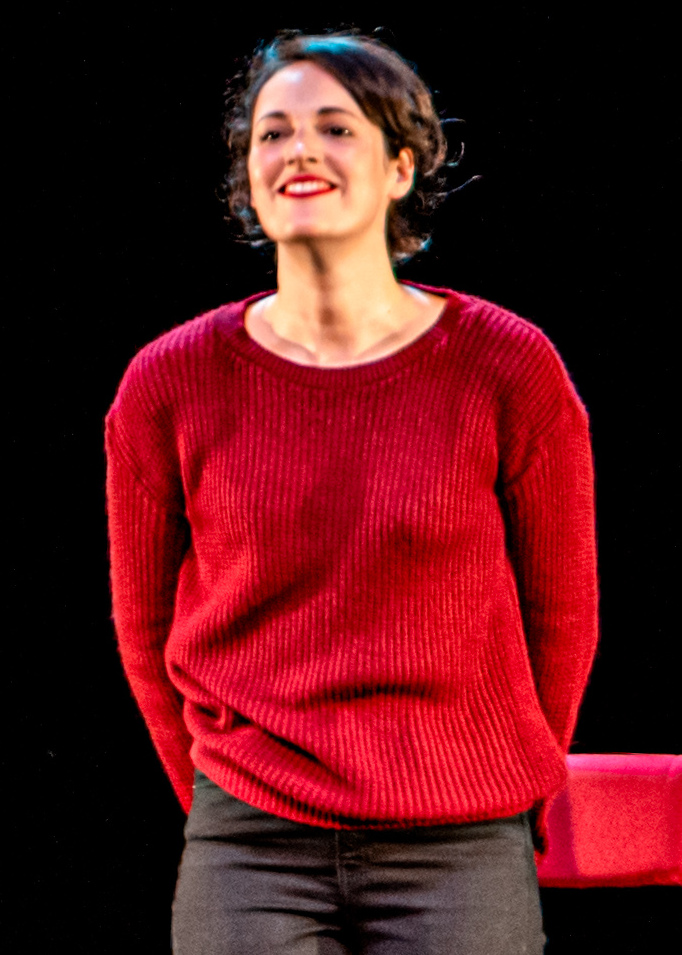
Waller-Bridge actuando en el Wyndham's Theatre en 2019

En 2018 interpretó al droide L3-37 en el film Solo: A Star Wars Story, de la saga de películas de Star Wars. En marzo de 2019, HBO le encargó el desarrollo de la serie Run, creada por ella misma y Vicky Jones, y protagonizada por Domhnall Gleeson y Merritt Wever. La serie fue cancelada en su primera temporada.
En 2020, Waller-Bridge prestó su voz a Sayan Kötör en la segunda temporada del programa de televisión His Dark Materials. . También dirigió el vídeo musical de "Saviour Complex" de Phoebe Bridgers. Estaba anunciada para coprotagonizar con Donald Glover una adaptación televisiva de la película de 2005 Mr. and Mrs. Smith, pero en septiembre de 2021, se reveló que Waller-Bridge había abandonado el proyecto por diferencias creativas.
En 2023, coprotagoniza la nueva película de la saga Indiana Jones, titulada: Indiana Jones and the Dial of Destiny, como Helena Shaw. En mayo de 2024, fue confirmada por Prime Video, la adaptación del videojuego Tomb Raider en formato de serie de televisión que estará escrita y producida por Whaller-Bridge. Ese mismo año, aparece poniendo voz a Blossom en la película dirigida por John Krasinski, IF (2024). Además, se unió al elenco de la nueva película del director surcoreano Kogonada, A Big Bold Beautiful Journey, cuyo estreno está pendiente para 2025.

## Vida personal
Waller-Bridge vive en Kensal Rise, al noroeste de Londres. Estuvo casada con Conor Woodman, presentador y director de documentales. En 2017 la pareja comenzó el proceso de divorcio. Desde principios de 2018, Waller-Bridge mantiene una relación con el guionista Martin McDonagh.
Waller-Bridge se considera atea. Además, no tiene ninguna red social, debido a que: "sentiría la presión de tener que ser divertida todo el tiempo". Sintiéndose no cómoda con los comentarios negativos que generan, reveló en una entrevista en 2019.

## Filmografía

### Cine
| Año  | Título                                | Personaje          | Notas                                            |
| ---- | ------------------------------------- | ------------------ | ------------------------------------------------ |
| 2009 | The Reward                            | Charlotte          | Cortometraje                                     |
| 2011 | Beautiful Enough                      | Compositora (voz)  | Cortometraje                                     |
| 2011 | Albert Nobbs                          | Vizcondesa Yarrell |                                                  |
| 2011 | Meconium                              | Lorna              | Cortometraje                                     |
| 2011 | La dama de hierro                     | Susie              |                                                  |
| 2015 | Man Up                                | Katie              |                                                  |
| 2017 | Goodbye Christopher Robin             | Mary Brown         |                                                  |
| 2018 | Han Solo: una historia de Star Wars   | L3-37              |                                                  |
| 2021 | Sin tiempo para morir                 |                    | Coguionista a partir del guion de Scott Z. Burns |
| 2023 | Indiana Jones and the Dial of Destiny | Helena Shaw        |                                                  |
| 2024 | IF                                    | Blossom (voz)      |                                                  |
| 2025 | A Big Bold Beautiful Journey          |                    | En rodaje                                        |

### Televisión
| Año       | Título                    | Personaje         | Notas                                        |
| --------- | ------------------------- | ----------------- | -------------------------------------------- |
| 2009      | Doctors                   | Katie Burbridge   | Episodio: "Chef's Secret"                    |
| 2010      | How Not to Live Your Life | Felicity          | Episodio: "Don's Posh Weekend"               |
| 2011      | The Night Watch           | Lauren            | Película de TV                               |
| 2011–2013 | The Café                  | Chloe Astill      | 13 episodios                                 |
| 2013      | Coming Up                 | Karen             | Episodio: "Henry"                            |
| 2013      | London Irish              | Steph             | Episodio: "#1.2"                             |
| 2013      | Bad Education             | India             | Episodio: "Custody of the Pumpkin"           |
| 2013      | The Revengers             | Emma              |                                              |
| 2014      | Glue                      | Bee Warwick       | 2 episodios                                  |
| 2014      | Drifters                  | N/A               | Guionista, 3 episodios                       |
| 2015      | Broadchurch               | Abby              | 8 episodios                                  |
| 2015      | Flack                     | Eve               | Película para TV                             |
| 2016      | Crashing                  | Lulu              | Protagonista, creadora                       |
| 2016–2019 | Fleabag                   | Fleabag           | Protagonista, creadora                       |
| 2018–2022 | Killing Eve               | N/A               | Creadora, guionista y productora ejecutiva   |
| 2019      | Saturday Night Live       | Ella misma        | Episodio: "Phoebe Waller-Bridge/Taylor Swift |
| 2020      | Run                       | Laurel Halliday   | 3 episodios, productora ejecutiva            |
| 2020      | La materia oscura         | Sayan Kötör (voz) | 2 episodios                                  |
| 2021      | Staged                    | Ella misma        | Episodio: "The Loo Recluse"                  |

### Videos musicales
| Año  | Sencillo                     | Artista         | Notas      |
| ---- | ---------------------------- | --------------- | ---------- |
| 2020 | "Savior Complex"             | Phoebe Bridgers | Directora  |
| 2021 | "Treat People With Kindness" | Harry Styles    | Ella misma |
| 2024 | "Perfect Stranger"           | FKA Twigs       | Ella misma |

## Libros
- Waller-Bridge, Phoebe (1 de enero de 2013). Fleabag. London: Nick Hern Books. OCLC 894546593.
- Waller-Bridge, Phoebe (6 de octubre de 2016). Fleabag, 2nd Edition. London: Nick Hern Books.
- Waller-Bridge, Phoebe (29 de agosto de 2019). Fleabag: The Special Edition (NHB Modern Plays). London: Nick Hern Books.
- Waller-Bridge, Phoebe (12 de noviembre de 2019). Fleabag: The Scriptures (Hardcover & Paperback). Sceptre.
- Waller-Bridge, Phoebe (26 de noviembre de 2019). Fleabag: The Scriptures (Hardcover & Kindle). Ballantine Books.
- Waller-Bridge, Phoebe (26 de noviembre de 2019). Fleabag: The Special Edition (TCG). Theatre Communications Group.

## Reconocimientos

### Principales premios
A lo largo de su carrera obtuvo muchos premios y nominaciones, sobre todo por sus trabajos tanto como actriz y como guionista en las producciones para televisión Fleabag, Crashing y Killing Eve. Se destacan el Critics' Choice Television Award, Royal Television Society Awards, BAFTA TV Award y el Emmy Award.
| Año  | Premio                           | Categoría                                         | Trabajo nominado    | Resultado | Ref.   |
| ---- | -------------------------------- | ------------------------------------------------- | ------------------- | --------- | ------ |
| 2013 | Evening Standard Award           | Most Promising Playwright                         | Fleabag             | Nominada  | [ 31 ] |
| 2014 | Critics' Circle Theatre Award    | Most Promising Playwright                         | Fleabag             | Ganadora  | [ 32 ] |
| 2014 | Laurence Olivier Award           | Outstanding Achievement in Affiliate Theatre      | Fleabag             | Nominada  | [ 33 ] |
| 2014 | The Off West End Theatre Award   | Best Female Performance                           | Fleabag             | Ganadora  | [ 34 ] |
| 2014 | The Off West End Theatre Award   | Most Promising New Playwright                     | Fleabag             | Ganadora  | [ 34 ] |
| 2016 | Critics' Choice Television Award | Best Actress in a Comedy Series                   | Fleabag             | Nominada  | [ 35 ] |
| 2016 | Critics' Choice Television Award | Best Comedy Series                                | Fleabag             | Nominada  | [ 35 ] |
| 2017 | Royal Television Society Award   | Breakthrough Star                                 | Fleabag             | Ganadora  | [ 36 ] |
| 2017 | Royal Television Society Award   | Writer – Comedy                                   | Fleabag             | Ganadora  | [ 36 ] |
| 2017 | BAFTA TV Craft Award             | Best Writer – Comedy                              | Fleabag             | Nominada  | [ 37 ] |
| 2017 | BAFTA TV Craft Award             | Breakthrough Talent Award                         | Crashing / Fleabag  | Nominada  | [ 37 ] |
| 2017 | BAFTA TV Award                   | Best Female Performance in a Comedy               | Fleabag             | Ganadora  | [ 38 ] |
| 2017 | BAFTA TV Award                   | Best Scripted Comedy                              | Fleabag             | Nominada  | [ 38 ] |
| 2017 | Gold Derby Award                 | Best Comedy Actress                               | Fleabag             | Nominada  | [ 39 ] |
| 2017 | Gold Derby Award                 | Best Breakthrough Performer of the Year           | Fleabag             | Nominada  | [ 39 ] |
| 2017 | Gold Derby Award                 | Best Comedy Series                                | Fleabag             | Nominada  | [ 39 ] |
| 2017 | TCA Award                        | Individual Achievement in Comedy                  | Fleabag             | Nominada  | [ 40 ] |
| 2017 | TCA Award                        | Outstanding Achievement in Comedy                 | Fleabag             | Nominada  | [ 40 ] |
| 2017 | Gotham Award                     | Breakthrough Series – Long Form                   | Fleabag             | Nominada  | [ 41 ] |
| 2018 | Primetime Emmy Award             | Outstanding Writing for a Drama Series            | Killing Eve         | Nominada  | [ 42 ] |
| 2018 | Gotham Award                     | Breakthrough Series – Long Form                   | Killing Eve         | Ganadora  | [ 43 ] |
| 2019 | Golden Globe Award               | Mejor Serie de TV - Drama                         | Killing Eve         | Nominada  | [ 44 ] |
| 2019 | BAFTA TV Craft Award             | Mejor Guionista de una serie dramática            | Killing Eve         | Nominada  | [ 45 ] |
| 2019 | Drama Desk Award                 | Outstanding Solo Performance                      | Fleabag             | Nominada  | [ 46 ] |
| 2019 | Drama League Award               | Distinguished Performance                         | Fleabag             | Nominada  | [ 47 ] |
| 2019 | TCA Award                        | Individual Achievement in Comedy                  | Fleabag             | Ganadora  | [ 48 ] |
| 2019 | TCA Award                        | Program of the Year                               | Fleabag             | Ganadora  | [ 48 ] |
| 2019 | TCA Award                        | Outstanding Achievement in Comedy                 | Fleabag             | Ganadora  | [ 48 ] |
| 2019 | Primetime Emmy Award             | Mejor Actriz Protagonista de una serie de comedia | Fleabag             | Ganadora  | [ 49 ] |
| 2019 | Primetime Emmy Award             | Mejor guion en una Serie de Comedia               | Fleabag             | Ganadora  | [ 49 ] |
| 2019 | Primetime Emmy Award             | Mejor Serie de Comedia                            | Fleabag             | Ganadora  | [ 49 ] |
| 2019 | Primetime Emmy Award             | Mejor Serie de Drama                              | Killing Eve         | Nominada  | [ 49 ] |
| 2019 | Gold Derby Award                 | Mejor Actriz de Comedia                           | Fleabag             | Ganadora  | [ 50 ] |
| 2019 | Gold Derby Award                 | Mejor Episodio de Comedia ("Episode 2.1")         | Fleabag             | Ganadora  | [ 50 ] |
| 2019 | Gold Derby Award                 | Mejor Episodio de Comedia ("Episode 2.6")         | Fleabag             | Nominada  | [ 50 ] |
| 2019 | Gold Derby Award                 | Actuación del Año                                 | Fleabag             | Ganadora  | [ 50 ] |
| 2019 | Gold Derby Award                 | Mejor Serie de Comedia                            | Fleabag             | Ganadora  | [ 50 ] |
| 2019 | Gold Derby Award                 | Mejor Serie de Drama                              | Killing Eve         | Nominada  | [ 50 ] |
| 2019 | Britannia Award                  | Artista Británica del Año                         | Ella Misma          | Ganadora  | [ 51 ] |
| 2020 | Satellite Award                  | Mejor Actriz de una Serie de Comedia o Musical    | Fleabag             | Ganadora  | [ 52 ] |
| 2020 | Satellite Award                  | Mejor Serie de TV - Comedia o Musical             | Fleabag             | Ganadora  | [ 52 ] |
| 2020 | Golden Globe Award               | Mejor Actriz Televisión - Comedia o Musical       | Fleabag             | Ganadora  | [ 53 ] |
| 2020 | Golden Globe Award               | Mejor Serie de Televisión - Comedia o Musical     | Fleabag             | Ganadora  | [ 53 ] |
| 2020 | Golden Globe Award               | Mejor Serie de Drama                              | Killing Eve         | Nominada  | [ 53 ] |
| 2020 | Critics' Choice Television Award | Mejor Actriz de Comedia                           | Fleabag             | Ganadora  | [ 54 ] |
| 2020 | Critics' Choice Television Award | Mejor Serie de Comedia                            | Fleabag             | Ganadora  | [ 54 ] |
| 2020 | Dorian Award                     | TV Comedy of the Year                             | Fleabag             | Ganadora  | [ 55 ] |
| 2020 | Dorian Award                     | TV Performance of the Year—Actress                | Fleabag             | Ganadora  | [ 55 ] |
| 2020 | Dorian Award                     | Wilde Wit of the Year                             | Herself             | Ganadora  | [ 55 ] |
| 2020 | Dorian Award                     | Wilde Artist of the Decade                        | Herself             | Ganadora  | [ 55 ] |
| 2020 | Screen Actors Guild Award        | Mejor actriz de comedia                           | Fleabag             | Ganadora  | [ 56 ] |
| 2020 | Screen Actors Guild Award        | Mejor reparto de Comedia                          | Fleabag             | Nominada  | [ 56 ] |
| 2020 | BAFTA TV Craft Award             | Best Writer – Comedy                              | Fleabag             | Nominada  | [ 57 ] |
| 2020 | BAFTA TV Award                   | Best Female Performance in a Comedy               | Fleabag             | Nominada  | [ 57 ] |
| 2020 | BAFTA TV Award                   | Best Scripted Comedy                              | Fleabag             | Nominada  | [ 57 ] |
| 2020 | Laurence Olivier Award           | Mejor Actriz                                      | Fleabag             | Nominada  | [ 58 ] |
| 2020 | Laurence Olivier Award           | Mejor actriz de comedia                           | Fleabag             | Nominada  | [ 58 ] |
| 2020 | Gold Derby Award                 | Mejor actriz invitada de comedia                  | Saturday Night Live | Nominada  | [ 59 ] |
| 2020 | Primetime Emmy Award             | Premio a la mejor actriz invitada - Comedia       | Saturday Night Live | Nominada  | [ 60 ] |